# Spolek českých právníků Všehrd
Spolek českých právníků Všehrd je nekomerční apolitickou studentskou organizací. Byl založen již v roce 1868, kdy byl pojmenován po slavném právníkovi z dob českého humanismu Viktorinu Kornelovi ze Všehrd, díky čemuž je nejstarším českým studentským právnickým spolkem, a také jedním z nejstarších tuzemských spolků vůbec. Působí zejména na Právnické fakultě Univerzity Karlovy v Praze, kde má rovněž své sídlo.
Cílem Spolku je podporovat snahy členů o vzdělání v oboru věd právních a státních, o sebevzdělání, rozvíjení jejich styků domácích i zahraničních, odborných i společenských a podporovat zájmy právnického stavu vůbec. Mezi jeho čestnými členy jsou např. bývalý prezident České republiky Václav Klaus, dále anglický politolog Roger Scruton a jiné významné osobnosti právnického a společenského života.
Spolek je také zřizovatelem nadačního Randova fondu Spolku českých právníků Všehrd, který finančně podporuje sociálně slabší studenty při jejich studiu na Právnické fakultě Univerzity Karlovy v Praze, talentovaným studentům přiznává stipendia pro studium na Univerzitě v Curychu, a každoročně také uděluje prestižní Cenu Randovy nadace za nejlepší diplomovou práci v oblasti soukromého práva.

## Historie

### Založení spolku
Myšlenka založení spolku při Právnické fakultě Karlo-Ferdinandovy Univerzity v Praze se objevila po pádu Bachova absolutismu a byla hnána touhou po vzdělávání v rodném jazyce. Hlavním účelem spolku proto mělo být „povznesení vzdělanosti a kultury českého národa a zemí Koruny české v rámci Rakousko-Uherska“. První náznaky spolkové činnosti se objevily již v roce 1867, kdy se scházela studentská společnost okolo JUC. Alfréda Hrdličky v hostinci „U Fáfů“, aby se bavila zpěvem a vášnivými debatami o právu v mateřském jazyce. Později se začalo i s prvními přednáškami.
Dalšímu rozvoji dopomohlo vydání zákona o spolčování ze dne 15. února 1867, díky němuž se spolku mohlo konečně dostat zákonného ustavení. Dne 21. ledna 1868 byla do místnosti Akademického čtenářského spolku svolána schůze právníků, na níž byly předloženy první stanovy. Ty však byly zamítnuty Českým místodržitelstvím, proto musely být na další schůzi 4. března 1868 přijaty stanovy nové. A protože C. k. místodržitelství svým výnosem č. 17455 ze dne 11. dubna 1868 zřízení spolku nezakázalo, tak nic nebránilo ve svolání ustavující valné hromady, která se uskutečnila 6. května 1868 v sedm hodin večer opět v hostinci „U Fáfů“. Prvním starostou spolku byl zvolen JUC. Alfréd Hrdlička, jeho náměstkem se potom stal Jaroslav Čelakovský. Založení spolku mělo mezi studenty velký ohlas – již v prvním roce měl na 151 členů.

### Vydavatelská činnost spolku
Jedním z dalších cílů Všehrdu bylo vydávání slavných právnických děl z české historie. Vydavatelská činnost byla zahájena v roce 1871 slavným dílem Viktorina Kornela ze Všehrd „O práviech, o súdiech i o dskách země české knihy devatery“. V letech 1873 a 1875 pak spolek pokračoval vydáním děl Pavla Kristiána z Koldína. Od roku 1896 bylo započato s vydáváním litografií. Díky tomu, že byl Všehrd od roku 1905 prakticky jejich jediným vydavatelem, rozrostl se počet jeho členů a významné byly i jeho zisky. Do roku 1912 už spolek vydal celkem 123 děl. Od roku 1919 začal vycházet také spolkový časopis Všehrd. Díky tomu stoupal i věhlas Všehrdu – v dobách první republiky patřil mezi přední české spolky a byl znám nejen v právnické obci, ale také v celé tehdejší vzdělané společnosti. Koncem první republiky již spolek držel svá aktiva v dluhopisech, hypotečních zástavních listech a akciích.

### Nacistická okupace a únor 1948
V době nacistické okupace byl Všehrd zakázán. Po druhé světové válce se však činnost spolku začala slibně obnovovat, byla ale utnuta událostmi roku 1948, kdy byl Všehrd jako buržoazní spolek nejprve ochromen a následně tzv. akčním výborem rozpuštěn. Stíháni byli také jednotliví členové spolku, např. tehdejší starosta Emil Ransdorf byl stíhán StB. Přesto však ještě vykonal poslední cestu do budovy právnické fakulty, aby odnesl alespoň symbol Všehrdu – spolkovou vlajku. Před StB potom musel z fakulty utéct oknem, aby mohl emigrovat do zahraničí.

### Obnovení činnosti spolku
K obnově spolku mohlo dojít až po sametové revoluci a pádu komunismu. Ke znovuzaložení podle zákona o sdružování občanů došlo hned v roce 1990. Na ustavující valné hromadě byla deklarována myšlenková a institucionální kontinuita s předválečným Spolkem československých právníků Všehrd. Spolku byla také slavnostně vrácena jeho vlajka. Byly přijaty stanovy podle původní podoby a současně byla obnovena čestná členství z dob 1868 až 1948. Prvním starostou byl zvolen Mgr. Igor Volný. Znovu se také začal vydávat spolkový časopis Všehrd. V roce 1991 byla rovněž obnovena tradice pořádání vrcholných společenských akcí - výročních plesů.

### Současnost
Mezi hlavní aktivity Všehrdu patří zejména pořádání přednášek a jiných vzdělávacích či společenských akcí. Spolek je např. pořadatelem tradičních Reprezentačních plesů Právnické fakulty Univerzity Karlovy v Praze. Dodnes funguje také vydavatelská činnost – spolek vydává svůj vlastní časopis, který od roku 2008 vychází také v online podobě, a má rovněž vlastní nakladatelství.
Dalším významným počinem bylo také založení Klubu Alumni Spolku českých právníků Všehrd v roce 2011, který organizuje různá setkání bývalých členů spolku, jeho přátel a významných osobností právnického stavu a společenského života.

## Starostové Všehrdu
- 1868–1869 Alfréd Hrdlička (1842-1928), advokát v Praze
- 1869–1870 Josef Velišovský
- 1870–1871 prof. Jan Jaromír Haněl (1847–1910), rektor Karlo-Ferdinandovy Univerzity, děkan Právnické fakulty UK
- 1871–1872 prof. Josef Stupecký (1848–1907), rektor Karlo-Ferdinandovy Univerzity, děkan Právnické fakulty UK
- 1872–1873 prof. Albín Bráf (1851–1912), právník, národohospodář, politik a novinář
- 1873–1874 Josef Eugen Slavík (1848–1916), právník, politik, poslanec Říšské rady, starosta Mladé Boleslavi
- 1874–1875 Vojtěch Kasanda Archivováno 4. 3. 2018 na Wayback Machine. (1850–1922), významný advokát a starosta Jednoty českých právníků,
- 1875–1876 prof. Josef Kaizl (1854–1901), ministr financí Rakouska-Uherska, poslanec Říšské rady, poslanec Českého zemského sněmu
- 1876–1877 František Čížek (1850–1889) a Jan Javůrek (1851–1934)
  - Čížek: advokát, náčelník České obce sokolské, starosta Sokola Pražského
  - Javůrek: právník a stenograf českého sněmu
- 1877–1878 Edvard Pinz (1854–1926) a prof. Antonín rytíř Randa (1834–1914)
  - Pinz: notář
  - Randa: rektor Karlo-Ferdinandovy Univerzity (1883–1884), děkan Právnické fakulty UK (1885–1886)
- 1878–1879 prof. Bohuslav svobodný pán Rieger (1857–1907), děkan Právnické fakulty UK
- 1879–1880 František Vysloužil
- 1880–1881 Karel Havelka
- 1881–1882 F. Fousek
- 1882–1884 Jiří Tilšer (1859–1930), národohospodář, překladatel
- 1884–1885 Jan Beneš
- 1885–1886 František Kropsbauer(1860–1917), soudní auskultant
- 1886–1887 Antonín Schauer (1864–1940), poslanec Českého zemského sněmu
- 1887–1888 Karel Pick a Čeněk Klier (1862–1927)
  - Pick: notář
  - Klier: právník a národohospodář, ředitel Městské pražské spořitelny
- 1888–1890 Josef Růžička (1866-???), generální prokurátor, soudce Ústavního soudu, soudce Nejvyššího soudu
- 1890–1891 Alois Vích a Petr Celestýn Nesý (1865–1943)
  - Nesý: advokát a politik
- 1891–1892 Petr Celestýn Nesý (1865–1943) a JUDr. Karel Čermák
- 1892–1893 Bohuslav Gebauer (1868–1950), soudce
- 1893–1894 Hanuš Kříž (1867-???)
- 1894–1895 Jaroslav Preiss (1870–1946), ředitel Živnobanky
- 1895–1898 Jaroslav Egon Sallaba Vojan (1872–1944), česko-americký novinář, redaktor
- 1898–1899 doc. Boleslav Fux (1873–1952)
- 1899–1900 Hanuš Dvořák
- 1900–1901 Adolf Švorčík
- 1901–1902 Karel Schrotz, ministerský rada
- 1902–1903 František Peroutka (1879–1962), ministr průmyslu, obchodu a živností, ředitel Národní banky
- 1903–1904 Emanuel Soukup
- 1904–1905 Robert Flieder (1883–1957), chargé d’affaires ve Vídni (1918–1921), vyslanec ve Švýcarsku (1921–1924), Polsku (1924–1927), Švédsku, Norsku a Litvě (1927–1930), Jugoslávii (1930–1933) a Španělsku a Portugalsku (1933–1937), první stálý delegát ČSR u Společnosti národů v Ženevě, vězněn v Terezíně
- 1905–1906 Jindřich Chylík (1882–1961), národohospodář
- 1906–1907 Vladimír Kyas a JUDr. Vladislav Tuček (1883–1953)
  - Tuček: ředitel I. moravské spořitelny v Brně, ředitel Úrazové pojišťovny dělnické v Brně, internován v Terezíně
- 1907–1908 František Turek
- 1908–1909 Vladislav Tuček (1883–1953), ředitel I. moravské spořitelny v Brně, ředitel Úrazové pojišťovny dělnické v Brně, internován v Terezíně
- 1909–1911 Jaroslav Vorel (1888–1946)
- 1911–1912 Karel Novák, advokát
- 1912–1913 Karel Altmann (1890–1944), advokát
- 1913–1914 Josef Vilam a Miloš Jasný
- 1914–1915 Miloš Jasný
- 1915–1916 Václav Jíra
- 1916–1918 Jan Renner
- 1918–1919 Ján Kolářík
- 1919–1920 Eduard Sochor
- 1921–1923 Bohuslav Šejhar (1899–1939)
- 1923–1925 Antonín Švehla (1902–1963), syn předsedy vlády ČSR Antonína Švehly, Dr.h.c. (1873–1933), hostivařský statkář a politický vězeň
- 1925–1926 Vlastimil Stypa
- 1926–1927 prof. Jaromír Basch (1896–1971), národohospodář
- 1927–1928 Jaromír Valenta
- 1929–1930 Miroslav Šebor (zemř 1967), právník a přírodovědec, esejista, autor povídek
- 1931–1933 Jiří Horák
- 1933–1934 Jindřich Smolek
- 1934–1935 Jiří Královec
- 1935–1936 Antonín Uxa (1912–1971)
- 1936–1937 Petr Strobach
- 1937–1938 Andrej Němček

činnost spolku přerušena 1938–1945
- 1945 Vladimír Doležil
- 1945–1948 Emil Ransdorf (1920–1974)

činnost spolku přerušena 1947–1990
- 1990–1993 Igor Volný (1963)
- 1993–1996 Petr Polák (1972)
- 1996–1998 Ján Lučan (1972)
- 1998–2000 Jan Matějíček (1975)
- 2000–2003 Milan Fritz (1978)
- 2003–2004 Daniel Rinke (1980)
- 2004–2007 Ivo Jeník
- 2007–2010 Ondřej Kolín (1983)
- 2010–2012 Adam Vojtěch (1986)
- 2012–2014 Jan Formánek (1991)
- 2014–2016 Adam Zvonař (1989)
- 2016–2017 Daniel Steindler (1991)
- 2017–2018 Martin Myslivec (1994)
- 2018-2019 Jakub Elliot Míl (1996)
- 2019-2020 Vojtěch Hradečný (1994)
- 2020-2022 Přemysl Kaucký (1999)
- 2022-2023 Tomáš Knap (2001)
- 2023-2024 Vojtěch Bíba (2000)
- 2024-2025 Artur Koliev (2002)
- 2025-dosud David Gala (2002)

## Čestní členové spolku
Čestnými členy Spolku českých právníků Všehrd jsou:
- JUDr. Karel Altmann (1890–1944), starosta Spolku českých právníků Všehrd, advokát v Praze
- JUDr. Karel Čermák (1934–2017), ministr spravedlnosti (2003–2004), předseda České advokátní komory (1990–1993 a 1996–2002)
- prof. Dr. Oswald Marian Balzer, dr. h. c. (1858–1933), univerzitní profesor ve Lvově, Řád bílé orlice
- JUDr. Karel Baxa (1862–1938), předseda ústavního soudu (1921–1938), starosta a následně primátor hl. m. Prahy (1919–1937), předseda správní rady České banky
- prof. JUDr. Albín Bráf (1851–1912), ministr orby Rakouska-Uherska (1908–1909 a 1911–1912), děkan Právnické fakulty UK (1893–1894)
- JUDr. Dagmar Burešová (1929–2018), předsedkyně České národní rady (1990–1992), ministryně spravedlnosti ČR (1989–1990)
- prof. JUDr. František Čáda (1895–1975), děkan Právnické fakulty MU (1936–1937)
- prof. JUDr. Jaromír Čelakovský (1846–1914), rektor Karlo-Ferdinandovy Univerzity (1911–1912), děkan Právnické fakulty UK (1897–1898 a 1905–1906)
- prof. JUDr. Josef Drachovský (1876–1961), rektor Univerzity Karlovy (1934–1935), děkan Právnické fakulty UK (1917–1918)
- prof. JUDr. Josef Dvořák, univerzitní profesor
- prof. JUDr. Karl Bernhard Hieronymus Esmarch (1824–1887), univerzitní profesor
- JUDr. Ladislav Karel Feierabend (1891–1969; in memoriam), ministr spravedlnosti ČSR (1938), ministr unifikací (1938), ministr zemědělství ČSR a protektorátu Čechy a Morava (1938–1940), ministr financí v exilové vládě ČSR (1941–1945), předseda Československé obilní společnosti
- prof. JUDr. Vilém Funk (1875–1955), rektor Univerzity Karlovy (1938–1939), děkan Právnické fakulty UK (1921–1922)
- prof. JUDr. Josef Gruber (1865–1925), ministr sociální péče ČSR (1920–1921), děkan Právnické fakulty UK (1912–1913)
- doc. JUDr. Emil Dominik Josef Hácha (1872–1945), prezident ČSR (1938–1939), prezident protektorátu Čechy a Morava (1939–1945), prezident Nejvyššího správního soudu ČSR (1925–1938)
- prof. JUDr. Jan Jaromír Hanel (1847–1910), rektor Karlo-Ferdinandovy Univerzity (1896–1897), děkan Právnické fakulty UK (1886–1887 a 1894–1895)
- Matěj rytíř Havelka (1809–1892), c. k. dvorní rada, Řád železné koruny, Císařský rakouský řád Leopoldův
- prof. JUDr. Karel Hermann-Otavský (1866–1939), rektor Karlo-Ferdinandovy Univerzity (1918–1920), děkan Právnické fakulty UK (1904–1905 a 1922–1923)
- prof. JUDr. Dušan Hendrych, CSc. (1927), děkan Právnické fakulty UK (1994–2000)
- prof. JUDr. Kamil Henner (1861–1938), rektor Karlo-Ferdinandovy Univerzity (1914–1915), děkan Právnické fakulty UK (1901–1902 a 1907–1908)
- prof. JUDr. Leopold Heyrovský (1852–1924), rektor Karlo-Ferdinandovy Univerzity (1908–1909), děkan Právnické fakulty UK (1895–1896 a 1903–1904)
- prof. JUDr. Antonín Hobza (1876–1954), děkan Právnické fakulty UK (1923–1924)
- prof. PhDr. Milan Hodža (1878–1944), předseda vlády ČSR (1935–1938), ministr zahraničí (1935–1936), ministr unifikací (1919–1920 a 1926–1927), ministr zemědělství (1922–1926 a 1932–1935), ministr školství (1926–1929)
- prof. JUDr. Václav Hora (1873–1959), děkan Právnické fakulty UK (1919–1920)
- prof. JUDr. Cyril Horáček (1862–1943), ministr financí ČSR (1919), rektor Univerzity Karlovy (1922–1923), děkan Právnické fakulty UK (1908–1909)
- prof. JUDr. Jiří Hoetzel (1874–1961), děkan Právnické fakulty UK (1925–1926)
- JUDr. Alfréd Hrdlička (1842-???), advokát v Praze
- Dr. Jaroslav Hrubý, člen Správního výboru Spolku českých právníků Všehrd (1945–1948)
- prof. PhDr. Jan Urban Jarník (1848–1923), jazykovědec
- doc. Ing. Tomáš Ježek, CSc. (1940), ministr bez portfeje ČR (1990–1992), předseda Fondu národního majetku
- PhDr. Alois Jirásek, dr. h. c. (1851–1930), významný český spisovatel, historik, pedagog a dramatik
- JUDr. Hermenegild Jireček rytíř ze Samokova (1827–1909), český právní historik, Řád železné koruny
- Josef Jireček (1825–1888), ministr kultu a vyučování Předlitavska (1871), předseda Královské české společnosti nauk (1875–1888), Řád železné koruny
- prof. JUDr. Karel Kadlec (1865–1928), děkan Právnické fakulty UK (1926–1927)
- prof. JUDr. Jan Kapras (1880–1947), ministr školství a národní osvěty ČSR a násl. protektorátu Čechy a Morava (1938–1942), děkan Právnické fakulty UK (1920–1921 a 1937–1938)
- JUDr. Václav Kasanda, advokát v Praze
- PhDr. Ivan Kaspar (1926), poslanec Sněmovny lidu Federálního shromáždění
- J. Em. JUDr. et. THDr. Karel kardinál Kašpár (1870–1941), kardinál ze San Vitale (1935–1941), arcibiskup pražský a primas český (1931–1941), biskup královéhradecký (1921–1931)
- JUDr. Zdeněk Kessler (1926–2003; in memoriam), předseda Ústavního soudu ČR (1993–2003)
- prof. Ing. Václav Klaus, CSc. (1941), prezident ČR (2003–2013), předseda vlády ČSFR a ČR (1992–1998), ministr financí ČSSR a ČSFR (1989–1992)
- prof. JUDr. Karel Knap, CSc.
- JUDr. Jaroslav Kolářík (1895–1961), redaktor a zástupce šéfredaktora Lidových novin
- JUDr. Karel Kramář (1860–1937), předseda vlády ČSR (1918–1919)
- prof. JUDr. Jan Krčmář (1877–1950), ministr školství a národní osvěty ČSR (1926 a 1934–1936), děkan Právnické fakulty UK (1916–1917)
- prof. PhDr. Kamil Krofta (1876–1945), ministr zahraničí ČSR (1936–1938) a diplomat
- prof. Dr. Jan S. rytíř Kruliš-Randa, dr. h. c. (1926–2015), profesor Univerzity v Curychu, pravnuk rytíře Antonína Randy, Medaile Za zásluhy
- JUDr. Ján Lošťák (1845–1914), ředitel Zemské banky
- prof. JUDr. Karel Malý, DrSc., dr. h. c. (1930), rektor Univerzity Karlovy (1994–1999)
- prof. JUDr. Vilibald Mildshuh (1878–1939), děkan Právnické fakulty UK (1927–1928)
- JUDr. Otakar Motejl (1932–2010), ministr spravedlnosti ČR (1998–2000), předseda Nejvyššího soudu (1993–1998), veřejný ochránce práv (2000–2010)
- JUDr. Petr Celestin Nesý (1865–1943), advokát v Praze
- JUDr. Karel Novák, advokát v Praze
- prof. JUDr. Štefan Osuský (1889–1973), ministr exilové vlády v Londýně (1940–1942) a diplomat, Řád T.G.M.
- prof. JUDr. Emil Ott (1845–1924), rektor Karlo-Ferdinandovy Univerzity (1886–1887), děkan Právnické fakulty UK (1882–1884 a 1890–1891)
- JUDr. František Peroutka (1879–1962), ministr půmyslu, obchodu a živností ČSR (1926–1928), ředitel Národní banky (1934–1945)
- JUDr. Augustin rytíř Popelka (1854–1938), předseda Nejvyššího soudu ČSR (1918–1930), ministr spravedlnosti ČSR (1920–1921)
- prof. JUDr. Jiří Pražák (1846–1905), rektor Karlo-Ferdinandovy Univerzity (1892–1893), děkan Právnické fakulty UK (1888–1889)
- JUDr. Jaroslav Preiss (1870–1946), ředitel Živnobanky (1917–1938)
- prof. JUDr. Josef Prušák (1873–1921), děkan Právnické fakulty UK (1914–1915)
- prof. JUDr. Antonín rytíř Randa (1834–1914), rektor Karlo-Ferdinandovy Univerzity (1883–1884), děkan Právnické fakulty UK (1885–1886), Řád Františka Josefa
- JUDr. Emil Randsdorf (1920–1974; in memoriam), starosta Spolku českých právníků Všehrd, předseda Svazu vysokoškolského studentstva
- JUDr. Alois Rašín (1867–1923), ministr financí ČSR (1918–1919 a 1922–1923)
- JUDr. František Ladislav svobodný pán Rieger (1818–1903), politik a velkostatkář, spoluzakladatel Národní strany, dlouholetý poslanec, Řád železné koruny
- JUDr. Jaroslav Egon Salaba-Vojan (1872–1944), starosta Spolku českých právníků Všehrd
- prof. Sir Roger Vernon Scruton, Ph.D., dr. h. c. (1944), anglický filosof a politolog, Medaile Za zásluhy
- JUDr. Antonín Schauer (1864–1940), předseda správní rady Pražské úvěrové banky, předseda správní rady Anglo-československé banky, člen vedení Zemské banky, člen vedení advokátní komory
- JUDr. Jindřich Smolek, starosta Spolku českých právníků Všehrd
- prof. JUDr. Otakar Sommer (1885–1940), rektor Univerzity Komenského (1926–1927), děkan Právnické fakulty UK (1891–1892)
- prof. JUDr. Miloslav Stieber (1865–1934), děkan Právnické fakulty UK (1915–1916 a 1930–1931)
- prof. JUDr. František Storch (1850–1924), rektor Karlo-Ferdinandovy Univerzity (1904–1905), děkan Právnické fakulty UK v Bratislavě (1924–1925), děkan Právnické fakulty UK v Praze (1933–1934)
- prof. JUDr. Josef Stupecký (1848–1907), rektor Karlo-Ferdinandovy Univerzity (1900–1901), děkan Právnické fakulty UK (1889–1890 a 1898–1899), dvorní rada, Řád železné koruny
- prof. JUDr. Emil Svoboda (1878–1948), děkan Právnické fakulty UK (1929–1930)
- JUDr. Alois Štůla (1885–1941), první náměstek primátora hl. m. Prahy, advokát
- prof. JUDr. Matouš Talíř (1835–1902), rektor Karlo-Ferdinandovy Univerzity (1889–1890), děkan Právnické fakulty UK (1887–1888 a 1892–1893),
- Pavel Tigrid, dr. h. c. (1917–2003), ministr kultury ČR (1994–1996), spisovatel, publicista a politik
- prof. PhDr. et JUDr. Václav Vladivoj rytíř Tomek (1818–1905), český historik a politik
- Ing. Josef Tošovský (1950), předseda vlády ČR (1997–1998), předseda Státní banky československé a guvernér České národní banky (1989–2000)
- prof. JUDr. Jiří Rajmund Tretera (1940), profesor právních dějin a církevního práva, člen Řádu bratří kazatelů
- prof. JUDr. Valentin Urfus (1928–2014), děkan Právnické fakulty UK (1991–1994)
- prof. JUDr. Josef Vančura (1870–1930), rektor Univerzity Karlovy (1926–1927), děkan Právnické fakulty UK (1910–1912 a 1924–1925)
- prof. JUDr. František Vavřínek (1877–1944), děkan Právnické fakulty UK (1918–1919 a 1935–1936)
- prof. JUDr. František Vencovský (1923–2006), někdejší profesor VŠE, Medaile Za zásluhy
- prof. JUDr. Arnošt Wenig-Malovský (1883–1964), děkan Právnické fakulty UK (1931–1932 a 1945)
- Dr. Fred. A. Zapletal
- prof. JUDr. Alois Zucker (1842–1906), děkan Právnické fakulty UK (1884–1885 a 1896–1897)

## Jiní významní členové spolku
- Karel Adámek (1840–1918), poslanec Českého zemského sněmu, poslanec Říšské rady a člen Panské sněmovny;
- Svatopluk Čech (1846–1908), spisovatel a novinář, redaktor časopisů Světozor a Lumír;
- Josef Štolba (1846–1930), dramatik a spisovatel, notář v Nechanicích, Pardubicích a Královských Vinohradech;
- Karel Kramář (1860–1937), první předseda vlády Československé republiky, předseda plesového výboru S. č. p. Všehrd;
- Josef Nestával (1900–1976), poslanec ČSNS, protikomunistický odbojář, odsouzen v politických procesech s JUDr. Miladou Horákovou.